# KroniK
KroniK var et amerikansk tag team i Wrestling der eksisterede fra 2000 til 2003, og som bestod af Brian Adams og Bryan Clark.

## Biografi

### World Championship Wrestling (2000-20001)
KroniK så dagens lys d. 16. april 2000, da Bryan Clark (der tidligere var kendt i World Championship Wrestling som Wrath) og Brian Adams dukkede op som håndlangere til Vince Russo og New Blood. De hjalp New Blood med at anskaffe sig WCW Tag Team titlerne. Dette var første gang de to var set i WCW i næsten et år, og første gang de optrådte som partnere. KroniK fik ens beklædning, med et pigtrådsmønster. De vendte dog Russo og New Blood ryggen da Russo ikke overholdte en aftale om at give dem en Tag Team titelkamp, og de blev modstandere af Russo-Bischoff regimet. Det lykkedes KroniK at vinde Tag Team titlerne, og de begyndte at fejde med Chuck Palumbo og Shawn Stasiak, der var udset til at vinde titlerne tilbage til New Blood. KroniK, der fik mange fans, blev pludselig bad guys i efteråret 2000, da de begyndte at tage betaling fra andre wrestlere og tilbød deres service. Det tog Mike Sanders nytte af, og betalte KroniK for at ende Goldbergs karriere ved Halloween Havoc 2000, men de fejlede. KroniK forsvandt herefter mere og mere, men havde dog enkelte fejder med Filthy Animals og senere Lex Luger og Buff Bagwell.

### World Wrestling Federation (2001)
Brian Adams og Bryan Clark der begge havde arbejdet for World Wrestling Federation i 90'erne, vendte tilbage da WCW lukkede. De dukkede op i september 2001, da Steven Richards bragte dem ind for at få hævn over Kane og The Undertaker. KroniK fejlede, og forsvandt fra WWF igen.

### All Japan Pro Wrestling (2002-2003)
I midten af 2002 dukkede KroniK op i Japan, og besejrede Taiyo Kea og Keiji Muto for at blive All Japan Pro Wrestling Tag Team mestre. De bevarede titlerne helt frem til januar, hvor de forlod All Japan da Brian Adams fik en rygskade i en kamp mod Goldberg og Keiji Muto. Her endte KroniK, og i 2005 blev Bryan Clark også nødt til at stoppe da han fik en nakkeskade.

## I kamp
- Double-team afslutningsmanøvre
  - High Times (dobbelt Chokeslam)
  - Total Meltdown (Powerbomb (Clark) / flyvende Clothesline (Adams) kombination)
- Brian Adams afslutningsmanøvre
  - Full Nelson Slam
- Bryan Clark afslutningsmanøvre
  - Meltdown
- Intro musik
  - KroniK benyttede en WCW produceret instrumental version af Static X sangen "Love dump".

## Titler og priser
- World Championship Wrestling
  - WCW World Tag Team Championship (2 gange)
- All Japan Pro Wrestling
  - AJPW Unified World Tag Team Championship (1 gang)
- Wrestling Observer newsletter awards
  - Årets værste kamp (2001) vs. The Undertaker & Kane
  - Årets værste tag team (2000, 2001)